# Ambigramma

Ambigramma della parola "Ambigramma"

Ambigramma della parola "Wikipedia"

L'ambigramma è un disegno calligrafico che possiede due o più interpretazioni chiare e distinte: le due letture si generano solitamente attraverso il cambiamento del punto di vista, che si può ottenere mediante rotazioni, simmetrie ed altri espedienti. Le due letture di un ambigramma possono essere identiche, nel caso dell'omogramma, o diverse, nel caso dell'eterogramma.

Un ambigramma con i nomi di Muḥammad (ﻣﺤﻤﺪ) e ʿAlī (ﻋﻠﻲ)

## Etimologia e sinonimi

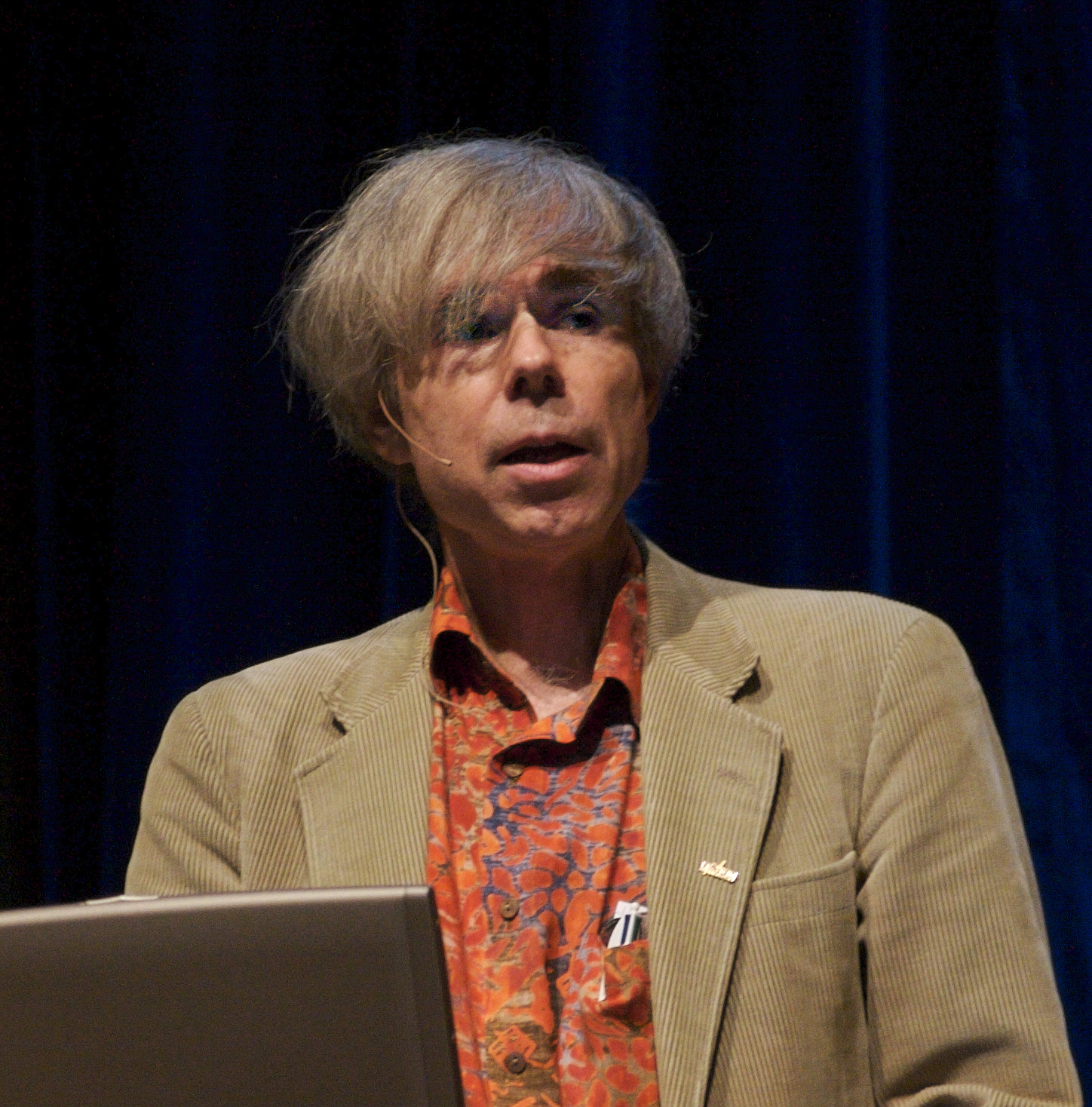
Hofstadter, coniatore del termine ambigram

La parola italiana ambigramma, la cui nascita viene attestata al 1986, deriva dall'inglese ambigram, termine coniato da Douglas Hofstadter che, effettuando una ricerca lessicale insieme ad altri amici, arrivò al lemma corrente, formato dal prefisso latino ambi-, che significa doppio, e dal radicale greco -gram, che significa campione di scrittura; Hofstadter decise di operare questa creazione lessicale nonostante nel tempo si fossero già create altre definizioni come vertical palindromes, datata 1965, o designatures, datata 1979. Prima di Hofstadter, già Scott Kim nel 1980 aveva dato un nuovo nome alle sue creazioni, quello di inversions (it: capovolgimenti, inversioni), ma che Hofstadter ritenne troppo debole e poco comunicativo.
Nonostante ormai il termine ambigramma si sia affermato diffusamente, gli artisti che si dilettano abitualmente in questa disciplina tendono a identificare le proprie creazioni con i nomi più diversi e particolari: oltre a Scott Kim, che continua ad usare prevalentemente il termine inversions, Greg Huber ha inventato il termine iffyglyph (glifica dubbiosa); Roy Leban chiama le sue opere twinonyms (gemellonomi); Robert Petrick, invece, le identifica con il termine symmetricks, composto di symmetry (simmetria) e tricks (trucchi); Alejandro López, uno psicologo cileno, chiama le sue produzioni "abrapalabras", parola che ricorda la formula magica abracadabra.

## Storia
Il primo ambigramma artificiale conosciuto è datato al 1893 per mano dell'artista Peter Newell nel suo libro Topsys & Turvys.

## Classificazione

Ambigramma Italy and Haiti (Italia e Haiti, in inglese). Simmetria rotazionale 180°.

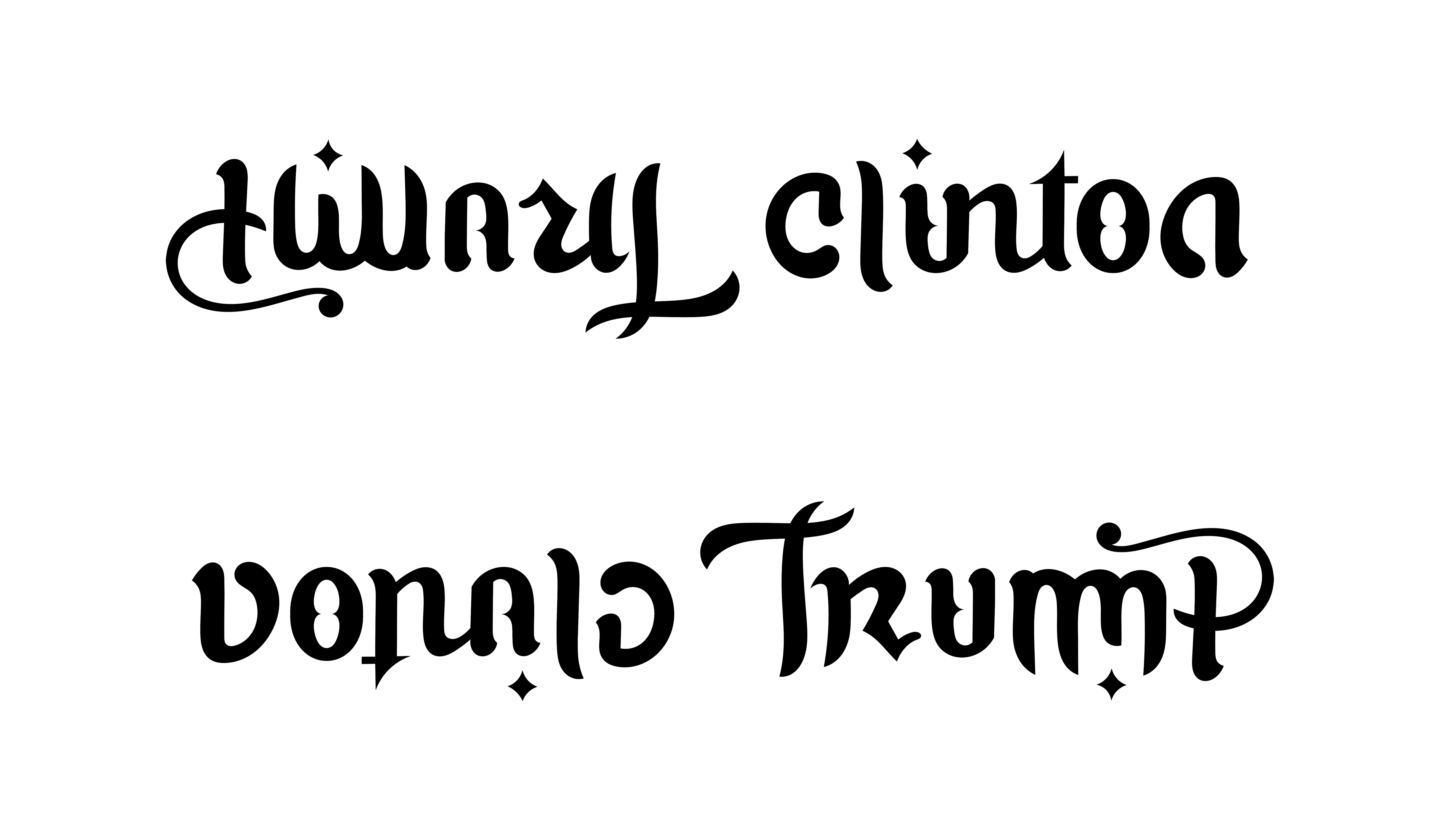
Ambigramma Hillary Clinton / Donald Trump

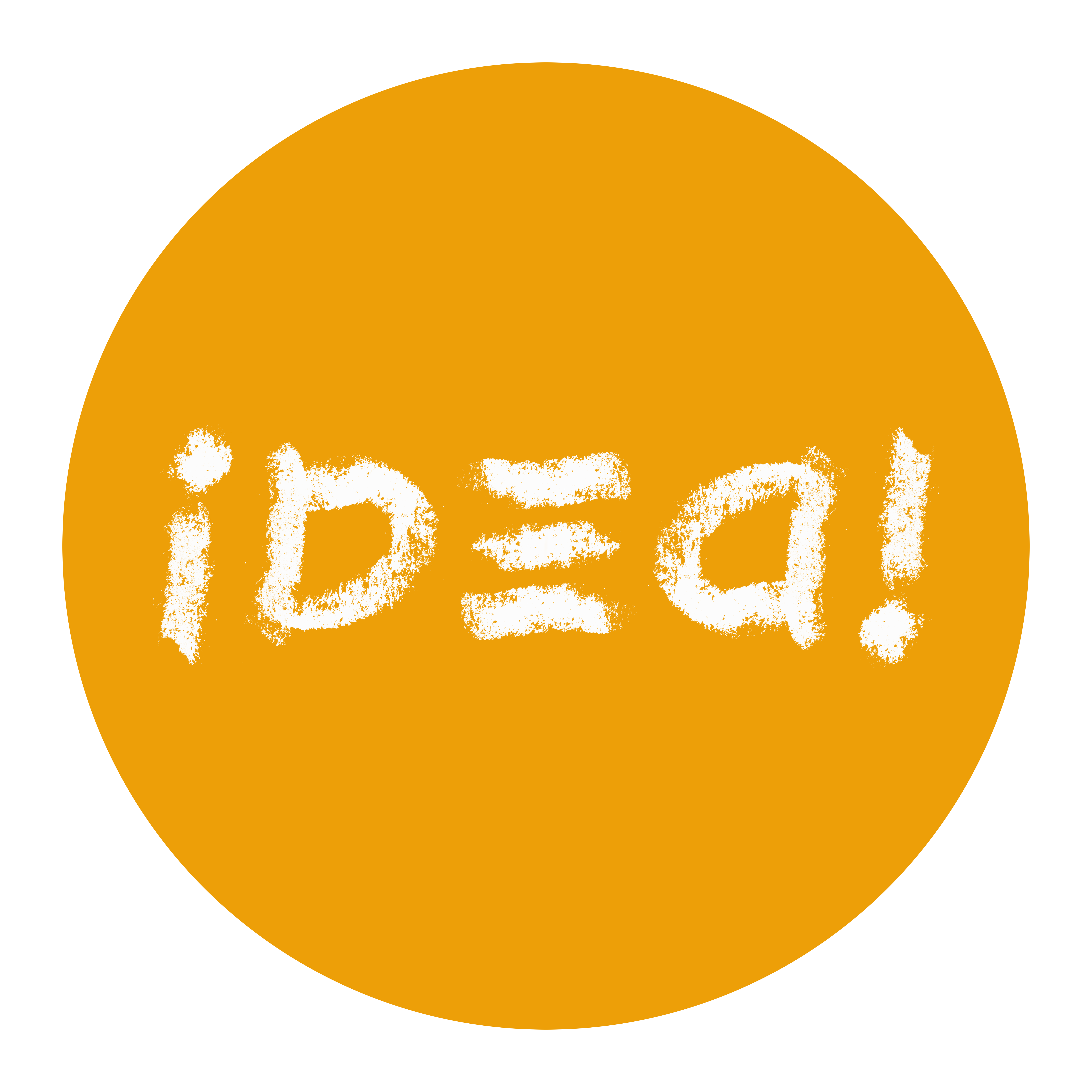
Ambigramma idea!

### Eterogramma o omogramma
I due grandi insiemi in cui si possono raggruppare gli ambigrammi sono gli eterogrammi e gli omogrammi; essendoci in un ambigramma due o più possibili letture, queste possono essere uguali o differenti. Nel caso di due letture differenti dell'ambigramma, si parla di eterogramma, mentre se al contrario, le due o più letture sono le medesime, si parla di omogramma. Anche se spesso gli omogrammi presentano una simmetria perfetta, non sempre questa è necessaria per definire un omogramma tale: l'espediente utilizzato potrebbe rendere la figura asimmetrica, come nel caso delle riflessioni, o potrebbe generare la stessa parola ma sotto un'altra forma.

### Naturale o artificiale

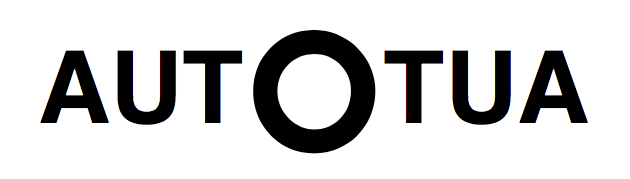
Ambigramma palindromo naturale "Auto tua", utilizzando di caratteri tipografici Helvetica e Avant-Garde. Simmetria riflessiva (asse verticale).

Solitamente gli ambrigrammi sono artificiali, ovvero per il loro corretto funzionamento è necessario che l'ambigrammista intervenga distorcendo i caratteri che formano la parola. Tuttavia esistono anche degli ambigrammi naturali, o banali, ottenibili senza modificare le lettere che li compongono, sfruttando le simmetrie naturali che esistono in certe lettere.
Nell'alfabeto latino esistono molteplici coppie di lettere che presentano una simmetria, chiamate eterocoppie se si tratta di coppie formate da lettere diverse, o autocoppie quando la coppia è formata dalla stessa lettera, e che possono essere schematizzate nella seguente tabella:
| Lettere | Lettere | Simmetria                         | Tipologia   |
| ------- | ------- | --------------------------------- | ----------- |
| A       | A       | Simmetria verticale               | Autocoppia  |
| a       | e       | Rotazione                         | Eterocoppia |
| B       | B       | Simmetria orizzontale             | Autocoppia  |
| b       | p       | Simmetria orizzontale             | Eterocoppia |
| b       | d       | Simmetria verticale               | Eterocoppia |
| b       | q       | Rotazione                         | Eterocoppia |
| C       | C       | Simmetria orizzontale             | Autocoppia  |
| c       | c       | Simmetria verticale               | Autocoppia  |
| D       | D       | Simmetria orizzontale             | Autocoppia  |
| d       | p       | Rotazione                         | Eterocoppia |
| d       | q       | Simmetria orizzontale             | Eterocoppia |
| E       | E       | Simmetria orizzontale             | Autocoppia  |
| H       | H       | Rotazione e simmetria             | Autocoppia  |
| I       | I       | Simmetria orizzontale             | Autocoppia  |
| K       | K       | Rotazione e simmetria             | Autocoppia  |
| M       | W       | Rotazione e simmetria orizzontale | Eterocoppia |
| m       | w       | Rotazione e simmetria orizzontale | Eterocoppia |
| N       | N       | Rotazione                         | Autocoppia  |

| Lettere | Lettere | Simmetria                         | Tipologia   |
| ------- | ------- | --------------------------------- | ----------- |
| n       | u       | Rotazione e simmetria orizzontale | Eterocoppia |
| O       | O       | Rotazione e simmetria             | Autocoppia  |
| o       | o       | Rotazione e simmetria orizzontale | Autocoppia  |
| p       | q       | Simmetria verticale               | Eterocoppia |
| S       | S       | Rotazione                         | Autocoppia  |
| s       | s       | Rotazione                         | Autocoppia  |
| T       | T       | Simmetria verticale               | Autocoppia  |
| t       | t       | Simmetria verticale               | Autocoppia  |
| U       | U       | Simmetria verticale               | Autocoppia  |
| u       | u       | Simmetria verticale               | Autocoppia  |
| V       | V       | Rotazione e simmetria             | Autocoppia  |
| v       | v       | Simmetria verticale               | Autocoppia  |
| W       | W       | Simmetria verticale               | Autocoppia  |
| w       | w       | Simmetria verticale               | Autocoppia  |
| x       | x       | Rotazione e simmetria             | Autocoppia  |
| Y       | Y       | Simmetria verticale               | Autocoppia  |
| Z       | Z       | Rotazione                         | Autocoppia  |
| z       | z       | Rotazione                         | Autocoppia  |

Ambigram (Ambigramma in inglese), simmetria rotazionale 180°

Entrambe le letture di un eterogramma in francese con le parole falso (faux) e vero (vrai)

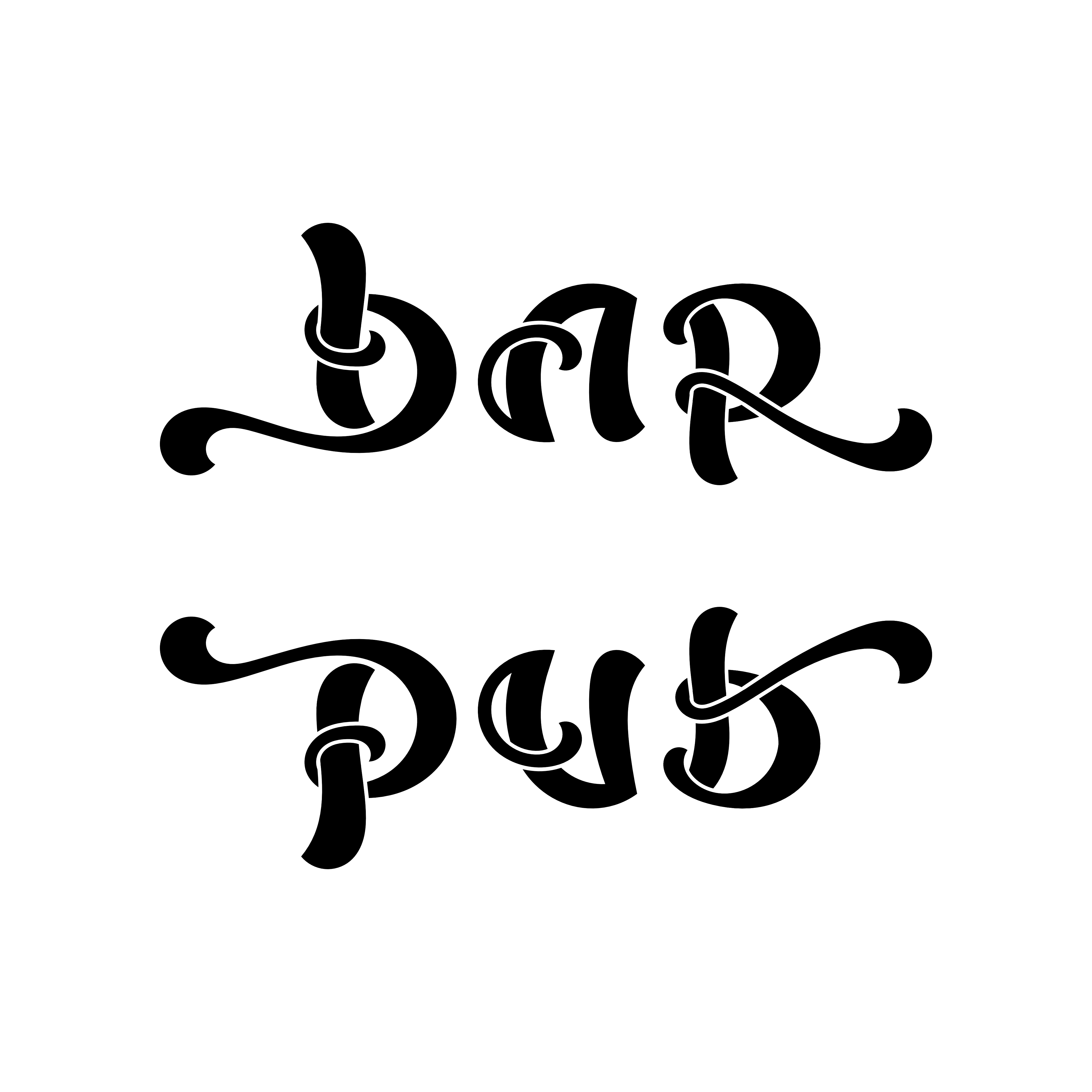
Ambigramma bar / pub, simmetria speculare (asse orizzontale)

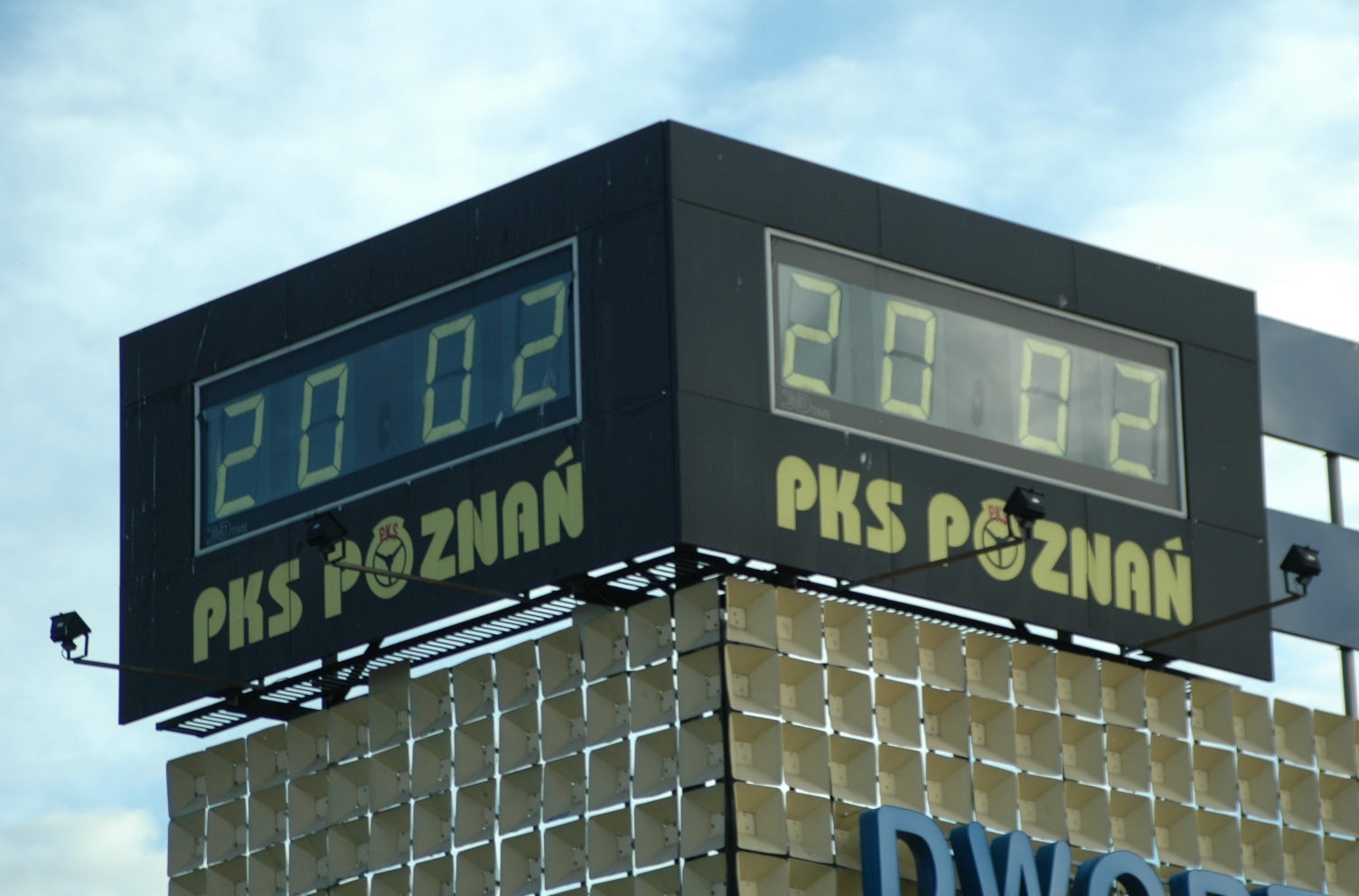
Ambigramma numerico naturale su un orologio a Poznan

Tramite la combinazione di queste lettere si possono generare parole che risultano degli ambigrammi naturali, come la parola «osso», o addirittura intere frasi, come «CI DIEDE DEI BEI CHIODI». Ovviamente esistono ambigrammi naturali non solamente nel mondo dell'alfabeto latino, ma si trovano simmetrie che possono dar vita ad ambigrammi anche tra i numeri e tra gli altri alfabeti. E quindi esisteranno ambigrammi come il numero 1001 che sfrutta le simmetrie numeriche, o come la parola ليبيا (Libia) che sfrutta le simmetrie dell'alfabeto arabo.
In campo letterario ci fu Anacleto Bendazzi che nel suo Bizzarrie letterarie del 1951 inserì un ambigramma naturale misto, formato da lettere e numeri:
6 un o-dop-o un 9
Questa frasetta ha di strano che si può leggerla tale e quale anche capovolgendo il libro»
(Anacleto Bendazzi, Bizzarrie letterarie)

### Espediente

#### Rotazione
- Simmetria centrale: L'ambigramma presenta una seconda lettura se ruotato di un certo angolo, di solito 180 gradi

#### Simmetria
- Simmetria orizzontale o lago: L'ambigramma presenta una simmetria assiale orizzontale e può quindi essere letto se specchiato in un lago, donde il nome
- Simmetria verticale o specchio: L'ambigramma presenta una simmetria assiale verticale e può quindi essere letto anche riflesso in uno specchio

#### Figura-sfondo
L'ambigramma può essere letto alternando lo sfondo con la figura in due letture, solitamente questo tipo di ambigramma è eterogramma, ossia le letture sono diverse.

#### Tassellazione del piano

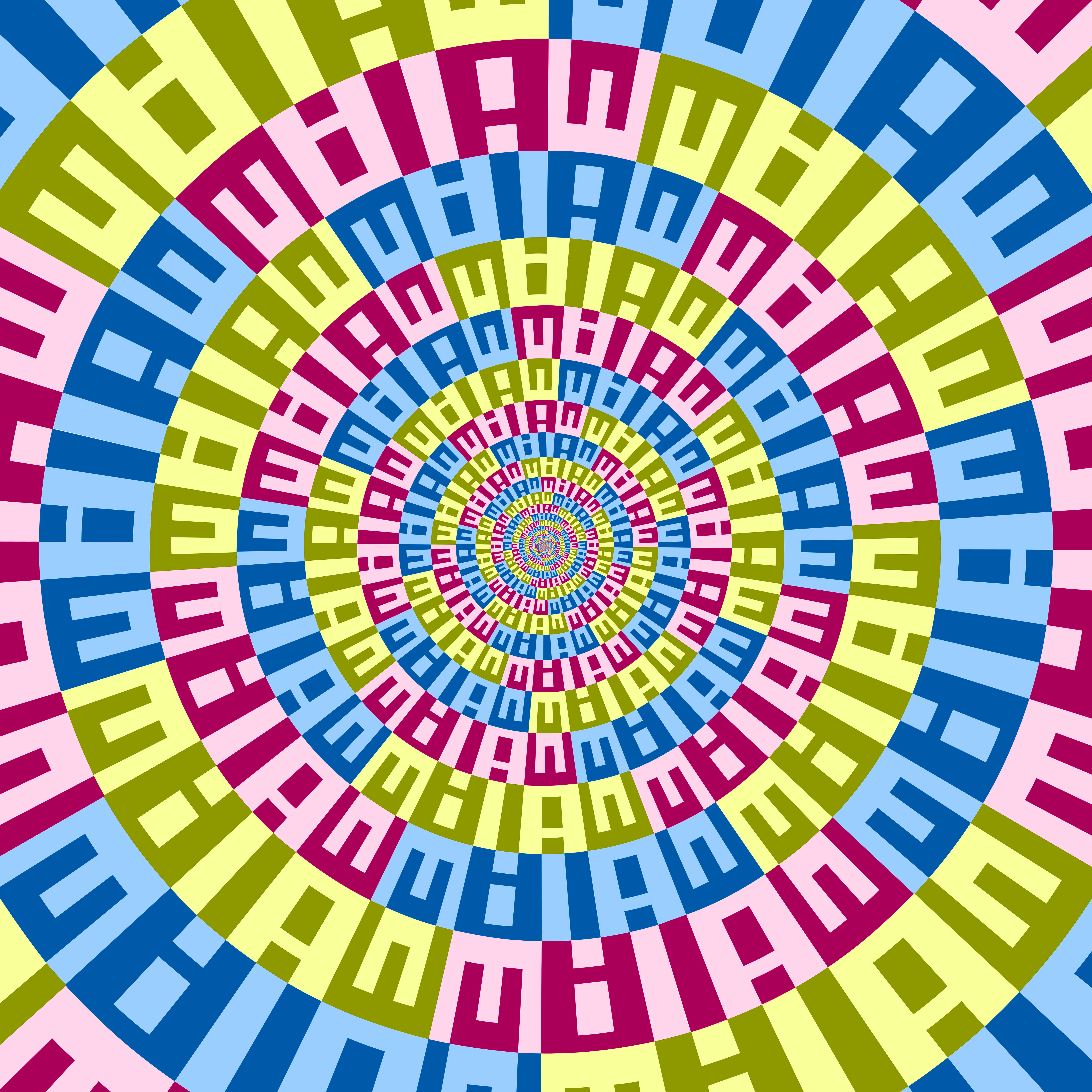
Tassellatura Milan. Simmetria rotazionale di 180°.

Le parole con la figura e lo sfondo tassellano tutto il piano.

### Forma
- Catena: Una o più parole sono intrecciate a formare una catena, spesso questo tipo di ambigramma è presentato lungo una circonferenza
- Totem